# Българско училище „Камбана“ (Абу Даби)
Българското училище „Камбана“ е училище на българската общност в град Абу Даби, Обединените арабски емирства. Създадено е през 2017 г. Основателка и след това директорка на училището е Мария де Брабандере. През учебната 2023/2024 г. училището завършват 32 деца.

## История
Училището е създадено през 2017 г. по идея на български семейства, които живеят в Абу Даби и желаят децата им да учат български език. През 2018 г. училището е включено в програмата на Министерството на образованието и науката на България в подкрепа на българските неделни училища.